# بنيامين الثاني
الرحالة بنيامين الثاني (بالرومانية: J. J. Benjamin)‏
هو بنيامين بن إسرائيل بن جوزيف ، ولد في منطقة فالتيتشيني، من مولدافيا، في رومانيا، الحالية عام 1818م، وتوفي في لندن يوم الثالث من شهر مايو عام 1864م. تزوج في سن مبكرة، وارتبط عمله بتجارة الأخشاب، ولكنه خسر ثروته الصغيرة، فتوقف عن التجارة، واصبح ميالا للمغامرة، حيث تبنى اسم بنيامين التطيلي، متأثرا به، والذي كان من أشهر الرحالة اليهود في القرن الثاني عشر. وبنيامين الثاني من اسرة يهودية أيضاً. وفي نهاية عام 1844م اختمرت في ذهنه فكرة البحث للعثور عن اماكن عشائر الأسباط العشرة من بني اسرائيل المفقودة، فانطلق في رحلة البحث هذه من فينا، حتى القسطنطينية، التي وصلها في عام 1845م. وبعدها باشر بحثه وبدأت رحلته، فقد امضى خمسة اعوام في اسيا، وثلاثة اعوام في أفريقيا. ووثقها على مرحلتين حيث سطر خطوات المرحلة الأولى بكتاب اسماه رحلة بنيامين الثاني خمس سنوات في الشرق؛ من عام 1846 حتى عام 1851م . متتبعا تواجد أبناء ديانته من اليهود في الشرق، متوجها إلى بلدان عدة منها فلسطين، لبنان، سوريا، مصر،العراق، إيران، الهند، سنغافورة، الصين، و أفغانستان. وفي عام 1851م رجع لفترة وجيزة إلى اوربا، وعاد مسرعا ليكمل المرحلة الثانية من رحلته فتوجه خلالها إلى شمال أفريقيا فزار ليبيا، الجزائر، تونس، المغرب، وغيرها. وقد جمع المرحلتين في كتاب واحد اسماه ثمانية اعوام في اسيا وافريقيا من عام 1846 حتى عام 1855م
.